# 海爾路站
海爾路站，位于中华人民共和国山东省青岛市李沧区黑龙江南路与甘泉路交叉口地下，是青岛地铁3号线的地铁车站。

## 沿革
- 2009年11月30日，青岛地铁一期工程正式奠基，地铁车站土建开始。
- 2015年12月16日，随3号线通车试运营后开放[1]。

## 车站结构
地铁3号线经过此站时为东北－西南走向，沿黑龙江南路（路西）伸展。
车站为地下二层岛式站台车站，主体外包尺寸总长161.4 m、标准段总高13 m、深埋10 m，站厅层宽16.65 m、长82.12 m、面积1 367.3 m²，站台层宽9.33 m、长122.27 m、面积1047.48 m²，有效站台长120 m、宽10 m。
车站主体采用明挖法施工，设3个出入口、2组风亭、1个消防出入口，分别位于黑龙江南路两侧。
| 地面 |                    | A-C出入口                        |  |  |
| B1层 | 站厅               | 客服中心、自动售票机、进出站闸机 |  |  |
| B2层 |                    | 3号线 往青岛站（地铁大厦）       |  |  |
|      | 岛式站台，左侧开门 |                                  |  |  |
|      |                    | 3号线 往青岛北站（万年泉路）     |  |  |

### 出入口
- ：甘泉路东侧、黑龙江南路西北侧
- ：黑龙江南路西北侧、海尔工业园2号门西侧
- ：黑龙江南路东南侧、海尔工业园2号门南侧
  - 图例： 设有

## 车站周边
海爾路站位于浮山路街道北部，与崂山区中韩街道接壤。东侧临近海尔工业园，向南500米濒临张村河。附近机构有格兰德高尔夫练习场、海尔中心大楼、中石油108加油站、海尔立交桥、广汽本田福日店、东城水岸。

## 换乘
海爾路站除自身轨道交通性质外，还可实现与市内公交车和出租车的近距离换乘：
- 分布于周边的公交车站，包括以下路线的停靠站点：3、306、318、363、378、503、605、637路等。